# Dystrykt Ermera
Dystrykt Ermera – jeden z 13 dystryktów Timoru Wschodniego, znajdujący się w centralno-zachodniej części kraju. Stolicą dystryktu jest Gleno, leżąca 30 km na południowy zachód od stolicy kraju Dili. Jest jednym z dwóch dystryktów, obok Aileu bez dostępu do morza.
Graniczy z dystryktami: Liquiçá od północy, Dili od północnego wschodu, Aileu od wschodu, Ainaro od południowego wschodu oraz Bobonaro od zachodu.